# A raderfordium izotópjai
A raderfordium (Rf) mesterséges kémiai elem, így standard atomtömege nem adható meg. A többi mesterséges elemhez hasonlóan a raderfordiumnak sincs stabil izotópja. Elsőként a 259Rf-et szintetizálták 1966-ban vagy a 257Rf-et 1969-ben. 15 radioizotópja ismert a 253Rf és 268Rf közötti tartományban (közülük kettőt, a 266Rf-ot és a 268Rf-at nem erősítették meg), valamint leírták 4 magizomerjét is. A leghosszabb élettartamú a 267Rf, ennek becsült felezési ideje 5 óra. A leghosszabb, közvetlenül megmért felezési idővel a 263Rf rendelkezik (11 perc), a legstabilabb izomer pedig a 261mRf (felezési ideje 81 másodperc).

## Táblázat
| nuklid jele | Z(p)                | N(n)                | izotóptömeg (u)     | felezési idő              | bomlási mód(ok) | leány- izotóp(ok) | magspin   |
| nuklid jele | gerjesztési energia | gerjesztési energia | gerjesztési energia | felezési idő              | bomlási mód(ok) | leány- izotóp(ok) | magspin   |
| ----------- | ------------------- | ------------------- | ------------------- | ------------------------- | --------------- | ----------------- | --------- |
| 253Rf       | 104                 | 149                 | 253,10044(44)#      | 13(5) ms                  | SF (51%)        | (többféle)        | (7/2)(+#) |
| 253Rf       | 104                 | 149                 | 253,10044(44)#      | 13(5) ms                  | α (49%)         | 249No             | (7/2)(+#) |
| 253mRf      | 200(150)# keV       | 200(150)# keV       | 200(150)# keV       | 52(14) µs [48(+17−10) µs] | SF              | (többféle)        | (1/2)(−#) |
| 254Rf       | 104                 | 150                 | 254,10005(30)#      | 23(3) µs                  | SF (99,7%)      | (többféle)        | 0+        |
| 254Rf       | 104                 | 150                 | 254,10005(30)#      | 23(3) µs                  | α (0,3%)        | 250No             | 0+        |
| 255Rf       | 104                 | 151                 | 255,10127(12)#      | 1,64(11) s                | SF (52%)        | (többféle)        | (9/2−)#   |
| 255Rf       | 104                 | 151                 | 255,10127(12)#      | 1,64(11) s                | α (48%)         | 251No             | (9/2−)#   |
| 256Rf       | 104                 | 152                 | 256,101152(19)      | 6,45(14) ms               | SF (96%)        | (többféle)        | 0+        |
| 256Rf       | 104                 | 152                 | 256,101152(19)      | 6,45(14) ms               | α (6%)          | 252No             | 0+        |
| 257Rf       | 104                 | 153                 | 257,102918(12)#     | 4,7(3) s                  | α (79%)         | 253No             | (1/2+)    |
| 257Rf       | 104                 | 153                 | 257,102918(12)#     | 4,7(3) s                  | β+ (18%)        | 257Lr             | (1/2+)    |
| 257Rf       | 104                 | 153                 | 257,102918(12)#     | 4,7(3) s                  | SF (2,4%)       | (többféle)        | (1/2+)    |
| 257mRf      | 114(17) keV         | 114(17) keV         | 114(17) keV         | 3,9(4) s                  |                 |                   | (11/2−)   |
| 258Rf       | 104                 | 154                 | 258,10343(3)        | 12(2) ms                  | SF (87%)        | (többféle)        | 0+        |
| 258Rf       | 104                 | 154                 | 258,10343(3)        | 12(2) ms                  | α (13%)         | 254No             | 0+        |
| 259Rf       | 104                 | 155                 | 259,10560(8)#       | 2,8(4) s                  | α (93%)         | 255No             | 7/2+#     |
| 259Rf       | 104                 | 155                 | 259,10560(8)#       | 2,8(4) s                  | SF (7%)         | (többféle)        | 7/2+#     |
| 259Rf       | 104                 | 155                 | 259,10560(8)#       | 2,8(4) s                  | β+ (0,3%)       | 259Lr             | 7/2+#     |
| 260Rf       | 104                 | 156                 | 260,10644(22)#      | 21(1) ms                  | SF (98%)        | (többféle)        | 0+        |
| 260Rf       | 104                 | 156                 | 260,10644(22)#      | 21(1) ms                  | α (2%)          | 256No             | 0+        |
| 261Rf       | 104                 | 157                 | 261,10877(5)        | 68 s                      | α (76%)         | 257No             | 3/2+#     |
| 261Rf       | 104                 | 157                 | 261,10877(5)        | 68 s                      | β+ (14%)        | 261Lr             | 3/2+#     |
| 261Rf       | 104                 | 157                 | 261,10877(5)        | 68 s                      | SF (10%)        | (többféle)        |           |
| 261mRf      | 70(100)# keV        | 70(100)# keV        | 70(100)# keV        | 2\|1,9(0,4) s             | SF (73%)        | (többféle)        | 9/2+#     |
| 261mRf      | 70(100)# keV        | 70(100)# keV        | 70(100)# keV        | 2\|1,9(0,4) s             | α (27%)         | 257No             | 9/2+#     |
| 262Rf       | 104                 | 158                 | 262,10993(24)#      | 2,3(4) s                  | SF (99,2%)      | (többféle)        | 0+        |
| 262Rf       | 104                 | 158                 | 262,10993(24)#      | 2,3(4) s                  | α (0,8%)        | 258No             | 0+        |
| 262mRf      | 600(400)# keV       | 600(400)# keV       | 600(400)# keV       | 47(5) ms                  | SF              | (többféle)        | nagy      |
| 263Rf       | 104                 | 159                 | 263,1125(2)#        | 11(3) perc                | SF (70%)        | (többféle)        | 3/2+#     |
| 263Rf       | 104                 | 159                 | 263,1125(2)#        | 11(3) perc                | α (30%)         | 259No             | 3/2+#     |
| 264Rf       | 104                 | 160                 | 264,11388(39)#      | 1# óra                    | SF              | (többféle)        | 0+        |
| 265Rf       | 104                 | 161                 | 265,11668(39)#      | 1,8 perc                  | SF              | (többféle)        |           |
| 266Rf       | 104                 | 162                 | 266,11817(50)#      | 10# óra                   |                 |                   | 0+        |
| 267Rf       | 104                 | 163                 | 267,12179(62)#      | 1.3 óra                   | SF              | (többféle)        |           |
| 268Rf       | 104                 | 164                 | 268,12397(77)#      | 1# óra                    |                 |                   | 0+        |

1. ↑  Rövidítések:
EC: Elektronbefogás
SF: Spontán maghasadás
2. ↑  Közvetlenül nem állították elő, a 285Fl bomlási sorának tagja
3. 1 2  Felfedezését nem erősítették meg
4. ↑  Közvetlenül nem állították elő, a 282Uut bomlási sorának tagja
5. ↑  Közvetlenül nem állították elő, a 287Fl bomlási sorának tagja
6. ↑  Közvetlenül nem állították elő, a 288Uup bomlási sorának tagja

## Fordítás
Ez a szócikk részben vagy egészben  az   Isotopes of rutherfordium című angol Wikipédia-szócikk ezen változatának fordításán alapul.  Az eredeti cikk szerkesztőit annak laptörténete sorolja fel. Ez a jelzés csupán a megfogalmazás eredetét és a szerzői jogokat jelzi, nem szolgál a cikkben szereplő információk forrásmegjelöléseként.